# Andrejs Auzāns
Andrejs Auzāns (Riga, 4 aprile 1871 – Stockport, 23 marzo 1953) è stato un generale lettone.

## Biografia
Nato in una famiglia contadina luterana, Andrejs iniziò, nel 1893, a studiare presso la Scuola Militare Topografica.
In seguito con il grado di tenente venne trasferito in Finlandia. A partire dal 1896, era un ufficiale in una unità di topografia nei pressi di San Pietroburgo.
Nel 1900 iniziò gli studi nell'Accademia Russa di Stato Maggiore Generale e nel 1903 fu promosso a capitano. Nel 1905, si laureò in geodesia e astronomia presso l'Osservatorio di Pulkovo.
Partecipò alla Guerra russo-giapponese. Più tardi servì come ufficiale e topografo in Estonia, Finlandia, Manciuria e Turkmenistan. Nel 1907 è stato promosso al rango di tenente colonnello. Dal 1907 al 1910 lavorò come astronomo. Nel 1911 è stato promosso al grado di colonnello. Dal 1911 al 1916 è stato direttore dell'osservatorio di Tashkent.

## Prima guerra mondiale
Quando si formò l'unità dei fucilieri lettoni, Andrejs era in Uzbekistan. Tornò in Lettonia nel 1916 e si arruolò nell'unità dei fuciliere fino a diventare il comandante del 7º reggimento. Nel 1917 venne promosso al grado di Maggiore Generale e nominato capo di stato maggiore generale russo della sezione topografica, carica che mantenne fino al 1920. Nel 1921 lavorò come docente presso l'Accademia Militare Sovietica.

## Ultimi anni e morte
Nel 1923 tornò in Lettonia e si arruolò nel esercito lettone. Fu promosso al grado di generale e divenne un membro del consiglio militare al Ministero della Guerra. Nel 1927, divenne il capo della sezione topografica del Comando dell'esercito lettone. Nel 1933 si ritirò. Negli anni successivi pubblicò diversi libri sulla topografia e sulla storia militare.
Durante l'occupazione della Lettonia, nel 1940, Andrejs non collaborò né con il governo sovietico né con i nazisti. Nell'autunno del 1944, migrò in Germania con la sua famiglia. Nel 1948 si stabilì in Gran Bretagna. Morì il 23 marzo 1953 a Stockport e fu sepolto nel cimitero locale.